# آنجلا بارالدی
آنجلا بارالدی (ایتالیایی: Angela Baraldi؛ زادهٔ ۱۲ ژوئن ۱۹۶۴) بازیگر و خواننده اهل ایتالیا است.
از فیلم‌ها یا مجموعه‌های تلویزیونی که وی در آن‌ها نقش داشته است، می‌توان به به کجا می‌روی، عزیزم؟ اشاره نمود.